# Aleksandra Zamachowska
Aleksandra Zamachowska (11 ottobre 1995) è una schermitrice polacca, specializzata nella spada.

## Palmarès
- Giochi olimpici

Parigi 2024: bronzo nella spada a squadre.
- Europei

Novi Sad 2018: argento nella spada a squadre.
Düsseldorf 2019: oro nella spada a squadre.